# 新马林加
新马林加是巴西马托格罗索州的一个市镇。总面积11512.471平方公里，总人口5554人，人口密度0.5人/平方公里。